# برناردو موراندو
 برناردو موراندو (انگلیسی: Bernardo Morando؛ ۱۵۴۰ – ۱۶۰۰) یک معمار اهل لهستان بود.